# 북치는 여자
"북치는 여자"는 1987년에 개봉한 대한민국의 영화이다.

## 캐스팅
- 선동혁
- 김혜선
- 김희라
- 김기복
- 김희진
- 장순천
- 김윤형
- 이두섭
- 김기범
- 장정국
- 임해림
- 추봉
- 윤일주
- 채훈
- 강인경
- 전춘희
- 박상은
- 고동희